# Два сведока
Два сведока су две личности које се помињу у Откровењу Јована Богослова, пророци који се појављују у стиховима 3-11 11. поглавља књиге. Према хронологији Откривења, сведоци се појављују између трубе 6. и 7. трубе. Њихова пророчка активност траје 1260 дана и завршава се смрћу од Звери из Бездана. Тумачењу епизоде са два сведока посвећена је обимна егзегетска литература. Многа тумачења епизоде са два сведока чине је једном од најзаступљенијих у Откривењу. Према уобичајеним тумачењима, сведоци симболизују пророке Еноха и Илију или Мојсија и Илију.

## Догађаји у Откривењу
Два сведока се појављују на почетку 11. поглавља, након отварања седам печата (6:1 - 8:1), између звука 6. и 7. трубе (9:13 - 11:15). Често се догађаји из поглавља 10 и 11, који припадају истом периоду унутрашње хронологије Откривења, посматрају заједно, као дуга пауза у линеарном низу догађаја. Почињу појавом „јаког анђела“ на почетку 10. поглавља испред главног јунака Откривења са књигом, коју он наређује да поједе и оде да пророкује. Након тога следи мерење храма, чији је спољашњи двор предат незнабошцима (11:1, 2), и појављивање сведока. Наводи се да њихово пророчанство „у костријети“ траје 1260 дана (11:3). Пророци су описани као „две маслине и два свећњака који стоје пред Богом земље“ (11:4). На крају наведеног периода биће убијени од „Звери из бездана” и њихова тела ће бити остављена да леже на улицама „великог града, који се духовно зове Содома и Египат” три и по дана. (11:7-10). Тада ће их Бог оживети и узнети на небо усред свеопштег ужаса, смрти и уништења (11:11-13). Ауторова примедба да је на тај начин „прошла друга невоља“ (11,14) односи се на догађаје који су се десили након што је затрубио пети анђео (9,12). Коначно, звук 7. трубе најављује последњи период тестирања пре Другог доласка Исуса Христа и успостављања његовог Царства (11:15).

## Дословна тумачења
Питање идентификације сведока је изузетно контроверзно. Под претпоставком да је реч о нечему познатом из Библије, егзегети су скренули пажњу на то да се упоређивање пророка са светиљкама јавља више пута у текстовима оба Завета, на пример, Илије у Сир. 48:1 и Јована Крститеља у 5:35. Иполит Римски, Тертулијан и скоро сви наредни Црквени оци веровали су да су сведоци били старозаветни патријарх Енох и Илија. Према Тертулијану, они су се сачували до битке са Антихристом током последњих дана, када су крвљу свог мучеништва покорили Звер. Значајна околност за Тертулијана и касније егзегете била је смрт двојице праведника. Иполит је, у свом изгубљеном тумачењу, пројаву Еноха и Илије сместио у први део 70 недеља краја света мерених у Књизи пророка Данила.
Најранији потпуно сачувани коментар на Откривење је коментар Викторина из Петауа (ум. 304). У њему је први пут као метод анализе коришћена „теорија рекапитулације (понављања)”, односно приступ према којем се догађаји описани у тексту не јављају хронолошки један за другим, већ сваки од секвенцијално описани низ догађаја (седам печата, седам труба, седам здела гнева), али је другачији приказ истих феномена. Узимајући у обзир могуће библијске паралеле и увиђајући постојање других мишљења, Викторин је склон да верује да би други сведок требало да буде пророк Јеремија, који у Старом завету није у потпуности испунио своју мисију „пророка народима“ (1. :5). Између осталих гледишта су први епископ јерусалимски Јаков и апостол Јован, нека два хришћанска мученика из времена цара Тита (Гелаин), апостоли Петар и Павле (Мунк, Боамар). Идеја да ће се пре краја времена вратити пророк Илија, чије се име повезивало са борбом против Валовог култа, заснива се на јеврејским апокалиптичким идејама. Од њега се очекивало да очисти свештенство, обнови Израел и припреми се за општу обнову. У синоптичким јеванђељима Јован Крститељ и сам Христос су упоређивани са Илијом. Мојсије је предложен као кандидат за улогу Илијиног колеге на основу његовог појављивања током Преображења Господњег, пошто је Енох због своје светости узет на небо. О односу Еноха и Илије говори и апокрифно Никодимово Јеванђеље, где обојица очекују долазак Антихриста у рају.

## Симболичка тумачења
Многи теолози се придржавају симболичких тумачења, што је у блиској корелацији са њиховим буквалним или симболичким тумачењем природе Звери из Бездана, схваћене појединачно или као колективна слика зла. За донатистичког епископа Тихонија (умро пре 400), ово је признало Римско царство званичну Цркву, а два сведока у овом случају симболизују два Завета. Жена обучена у сунце, која се појављује у следећем поглављу, представља код Тихонија другу врсту дуализма – између правих и лажних верника у Христа, донатистичке цркве и католичких „издајника“. Тихонијеви следбеници, почев од Јеронима Стридонског и Августина, одбијали су да се везују за актуелна дешавања и тумачили Откровење у апстрактном и алегоријском смислу. Сматрајући Викторинов приступ превише буквалним и „хилијастичке природе“, Јероним је у свом ревидираном тумачењу предложио да Енох и Илија, узети на небо, и даље постоје, а да ће се Илија вратити у лику Јована Крститеља. Овде је значајно то што они нису умрли и, по свему судећи, не носе жиг Адамовог греха. Августин је одбацио радикална есхатолошка тумачења Откривења и веровао је да оно даје само општу представу о будућим догађајима, а да „миленијум“ симболизује читаву хришћанску еру, током које је цркву непрестано опседао ђаво. Полазећи од дуалистичких идеја Тихоније, он је развио учење о „два града“, земаљском и небеском. Претходно изнетим разматрањима, Епископ Хипонски је додао неколико нових. Он је у оптицај увео есхатолошку егзегезу Књигу о Малахији (4,4, 5), која говори о повратку Илије пред Страшни суд. У августиновском концепту времена, повратак Илије заузима значајно место, али није јасно повезан са порастом зла пред крај света. Августинов ученик, картагињански епископ Кводвулдеј, сматрао је Еноха и Илију равним онима који су се супротстављали фараону Мојсију и Арону и апостолима Петру и Павлу, који су се супротстављали цару Нерону, којег су први хришћани доживљавали као антихриста, а чији су повратак (Неро ревививус) Викторин и Августин очекују на крају времена.
У источном делу Римског царства, а потом и у Византији, однос према Откровењу био је прилично опрезан. Можда је њену каноничност порицала ранохришћанска секта Алога. Према чувеном јересиографу Епифанију Кипарском, симболику књиге сматрали су „грубом“ и „непоучном“. Отац црквене историје, Јевсевије Кесаријски, почетком 4. века сумњао је у њену аутентичност, а епископ јерусалимски Кирил је није уврстио у своју листу канонских књига Библије. Такође га нема на списковима Григорија Назијанског, Апостолских канона и Сиријских Пешита. Као резултат тога, на Истоку није створено много значајних тумачења Откривења. Почевши од Оригена, ту је преовладало симболичко разумевање текста. Егзегети који говоре грчки (Икуменије из Трике, Андреј из Цезареје, Арета из Цезареје) избегавају да помињу хиљадугодишњу Божју владавину на земљи, њихов фокус је на христолошким и моралним питањима.
Опис одабраних као две маслине и два свећњака односи се на визију из 4. поглавља Књиге пророка Захарије. У контексту Захаријиног пророчанства, светиљке симболизују Други храм, а маслине два праведника (4:14), у овом случају Зоровавеља и првосвештеника Исуса. Уопште, Захаријина пророчанства указују на Богом загарантовану неизбежност завршетка храма, упркос препрекама од стране незнабожаца. Тако можемо објаснити спомињање „гажења светог града“ од стране незнабожаца у првим стиховима 11. поглавља Откривења.

## Веза са апокалиптичном литературом
Иако се у јеврејској литератури могу наћи неке паралеле, прича о појави двојице пророка пре Страшног суда прилично је јединствена. Многи истраживачи су изнели мишљење да обимна ранохришћанска и средњовековна апокалиптичка литература о мучеништву Еноха и пророка Илије датира из 11. поглавља Откривења. С друге стране, како примећује енглески библичар Ричард Баукам, недостатак јасних доказа управо за такво тумачење указује на могућност постојања независне јеврејске традиције. Ако рани аутори (Лактанције, Комодијан) јасно прате везу са заплетом Откривења, онда се почев од Јефрема Сирина (4. век) сличност постепено губи.